# Los Salvajes (groupe)
Pour les articles homonymes, voir Los Salvajes.
Los Salvages est un groupe espagnol de rock, originaire de Barcelone.

## Histoire

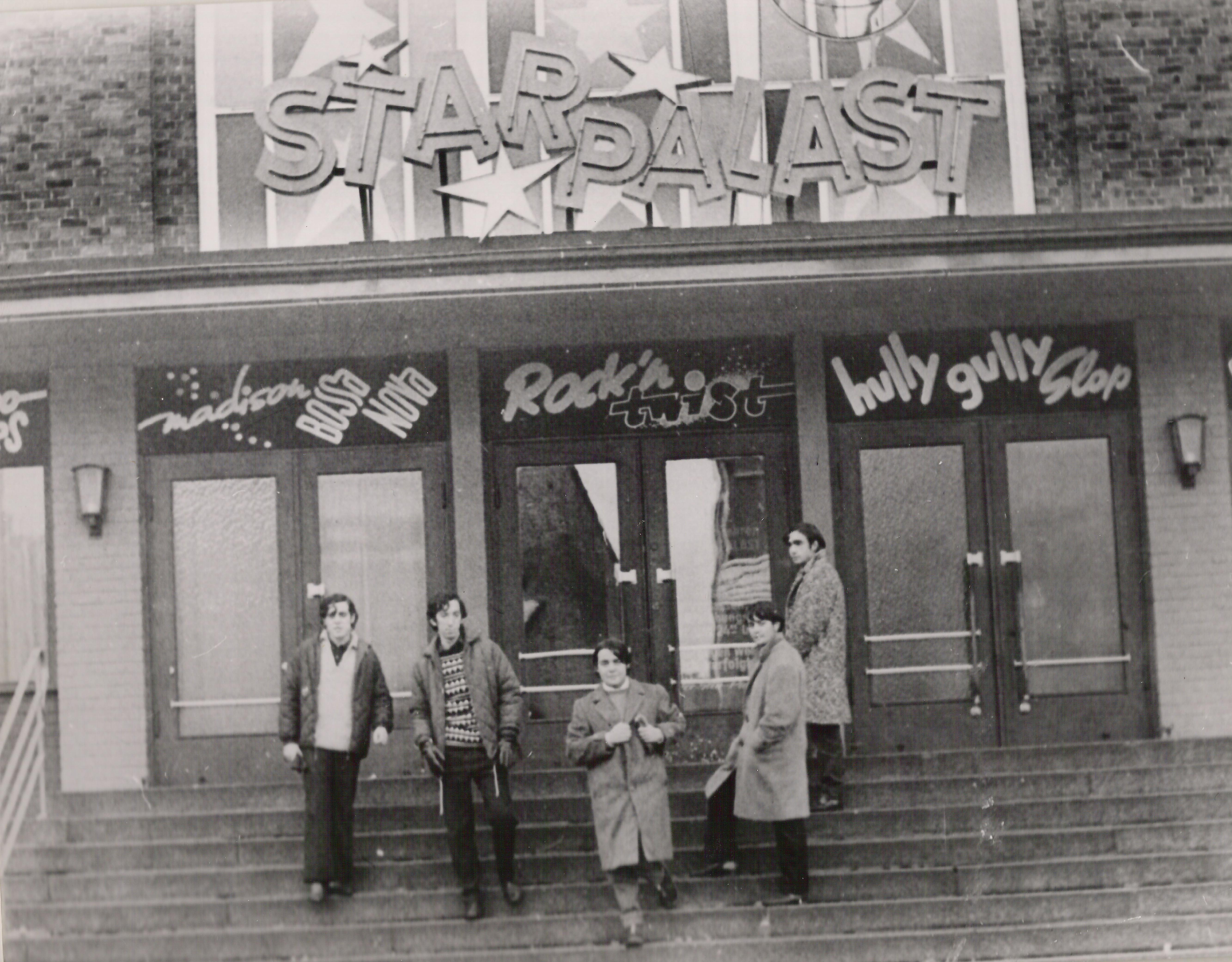
Los Salvajes en 1964 en Allemagne.

Los Salvajes est formé en 1962 à Barcelone,,. Ce groupe était surnommé à l'époque les « Rolling Stones espagnols », car l'influence du groupe britannique sur eux était évidente (bien qu'ils s'inspiraient également et principalement des Who),. Cette inspiration leur donne un style musical plus dur que les rockers espagnols habituels de l'époque (comme Los Brincos, Los Sírex ou Los Mustang), au point qu'ils sont considérés par les critiques comme les précurseurs espagnols (avec des groupes comme Los No, Los Polares, Los Cheyenes ou Los Huracanes) de ce qui sera appelé plus tard le garage rock.
En 1965, ils retournent en Espagne et sont signés par le label EMI. Ils sortent leur premier EP la même année, avec un son plus proche du beat que du rhythm and blues, mais qui se durcira dans les albums suivants. En 1966, Francisco Miralles est remplacé à la guitare rythmique par Julián Moreno, qui, avec Andy González, compose plusieurs de ses propres chansons avec la collaboration du présentateur populaire Luis Arribas Castro, comme Las Ovejitas, Vivir sin ti, Rosa de papel, etc. publiées par EMI-Odeon S.A. La même année, ils sortent leur chanson la plus célèbre et la plus réussie, Soy así. Ils ont également repris Paint It, Black des Rolling Stones, créant ainsi la chanson Todo negro. Le groupe espagnol M Clan rend hommage à la fois au groupe britannique et au groupe barcelonais en interprétant Todo negro sur son album Sin enchufe. Le service militaire, obligatoire à l'époque, met fin à la première phase du groupe en 1970. Par la suite, ses membres collaborent en tant que musiciens ou promoteurs à d'autres projets : Dyango, Lone Star, etc.
En 2013, les membres originaux Delfín Fernández, Sebastián Sospedra et Julián Moreno, ainsi que Luis Barbero et Carles Fonollosa, ramènent Los Salvajes sur scène, en faisant revivre leur répertoire original et en reprenant des chansons qu'ils n'avaient pas interprétées depuis leur mythique voyage en Allemagne. Fin 2019, Juián Moreno décide de faire une pause et de ne participer qu'à des événements spécifiques, le groupe décide de continuer sans le remplacer et devient un groupe de quatre musiciens. Le 24 janvier 2021, le bassiste Sebastián Sospedra décède,, créant une situation traumatisante pour ses coéquipiers, qui décident finalement de continuer et sa place est prise par Dani Torrens.

## Discographie

### Albums studio
- 1967 : Lo Mejor de Los Salvajes
- 1981 : Salvajes
- 1982 : Rockero prematuro
- 1988 : Salvajes
- 1990 : Disco en rojo
- 2002 : Nacidos para ser salvaje 1962-2002
- 2005 : 60X60 Leyendas del pop-rock (album live)

### EP et singles
- 1964 : Hoy comienza mi vida - Nada ha cambiado - Boys - Con el corazón
- 1965 : Siluetas - Goodbye My Love - Hielo en vez de amor - No me digas adiós
- 1965 : Se llama María - Satisfacción - Wolly Bully - Ya te tengo
- 1966 : Al Capone - Pienso en ti - Paff bum- A la buena de Dios
- 1966 : La Neurastemia - Soy así - Corre, corre - These Boots are Made for Walking
- 1966 : Todo negro - Una chica igual que tu - Es la edad - Que alguien me ayude
- 1967 : Mi bigote - Fuera de mi - Vivir sin ti - El Bote que remo
- 1967 : Las Ovejitas - Rosa de papel - Es mejor dejarlo como está - No me puedo controlar
- 1967 : Massachusetts - El Don Juan
- 1968 : Judy con disfraz - Palabras
- 1968 : Vuelve baby - Algo de títere
- 1968 : Los Platillos volantes - Un mensaje te quiero mandar
- 1969 : Nana - I Need Your Loving